# بل بريدجمان
وليم «بل» بارتون بريدجمان (بالإنجليزية: William Barton "Bill" Bridgeman)‏ (أوتوموا، آيوا، 1916 - 29 سبتمبر 1968) طيار اختبار أمريكي، كسر أرقام الطيران القياسية أثناء عمله شركة دوغلاس للطائرات باختبار الطائرات التجريبية.
شغف بالرياضة منذ صغره بالأخص السباحة ولعب كرة القدم. لم يلمع في دراسته إلا حين قرر أن يحترف الطيران فانكب على التحصيل العلمي وتخرج من جامعة كاليفورينا ثم انضم إلى طيران البحرية وتخرج كضابط طيار في تشرين الأول (أكتوبر) 1941. وحين حصل الهجوم الياباني على بيرل هاربور كان بريدجمان ضابط الدوام في الموقع المستهدف لكنه نجا من الإصابة. في الأشهر التي تلت لم يكلف بريدجمان بأية مهمات حربية رغم طلباته المتكررة إلى أن أرسل إلى الرئيس الأمريكي روزفلت مباشرة يلتمس منه إرساله إلى الجبهة فتم له ذلك وشارك بعمليات جوية فائقة الخطورة أصيب خلالها بجرح طفيف أثناء غارة على إحدى جزر المحيط الهادئ قبيل نهاية الحرب تزوج لكن زواجه كزواج والديه إذ أنه لم يدم طويلا وحين سرح من الخدمة عمل أولا طيار مدني ثم التحق طيار تجارب بشركة دوغلاس ليقوم برحلات تاريخية على طائرة سكايروكت حطم خلالها أرقامًا قياسية في السرعة والارتفاع وبعد ذلك أوكلت قيادة طائرة اكس-3 التجريبية وقد نجا بعد ذلك كم عدة مآزق أثناء رحلاته الخطيرة لكنه قتل في تحطم طائرة سياحية صغيرة كان يقودها في نزهة عام 1968.